# Angel's Egg
Albums de Gong
Flying Teapot
(1973) You
(1974)
Angel's Egg est le cinquième album du groupe rock progressif Gong. Sorti en 1973, il fait suite à Flying Teapot et constitue la seconde partie de la trilogie Radio Gnome Invisible.
L'album fit l'objet de beaucoup d'attention au moment de sa sortie, les deux précédents ayant rencontré un succès important. Comme son prédécesseur, Angel's Egg est présenté comme une coproduction entre BYG (l'ancien label français du groupe) et Virgin (son nouveau label anglais), même si le premier est alors en cessation d'activité.

## Zero the Hero sur la planète Gong
Le livret de l'album contient le récit des tribulations de Zero the Hero, qui font suite à celles narrées sur l'album Flying Teapot et seront prolongées sur You. Il s'agit donc de l'épisode central de la trilogie Radio Gnome Invisible, avec pour point d'orgue le début de la face B et la visite de la planète Gong.
« Zéro offre un poisson à Yoni. Elle voit qu'il est trop cynique pour comprendre son rôle dans ce disque et lui donne de la potion magique. Zéro perd la tête et voyage de l'autre côté du ciel, là ou est l'orgasme perpétuel, il découvre la planète Gong. Après quelques péripéties tout là-haut, il rencontre Sélène la prostituée dans un bar bruyant à l'ambiance du samedi soir. Zéro est maintenant sur la planète Gong elle-même. Les Pothead Pixies le remercient en lui offrant du thé. Il a la vision de l’œuf de l'ange, des trente-deux Octave Doctors en un et du secret du cycle de la vie et de la mort. Il voit aussi un homme traversant le ciel sur un arc-en-ciel avec un arrosoir versant l'eau de la vie et de la sagesse pour le nouvel âge sur la Terre. Mais ceci est un autre histoire, il est temps de fumer une pipe de la Lune. Bomp ! »
— Extraits traduits du livret de Angel's Egg.

## Élaboration
La suite « Flute Salad/Oily Way/Outer Temple/Inner Temple » reste le moment le plus transcendantal de l'album et peut-être de toute la discographie du groupe dans sa version sur Live Etc.. L'importance prise par les synthétiseurs de Tim Blake (« Other Side of the Sky ») et par Steve Hillage à la guitare (qui n'était présent qu'en invité sur quelques passages de Flying Teapot) fait de Angel's Egg un sommet (avec You) dans l'histoire du groupe; par ailleurs, Pierre Moerlen est le nouveau batteur du groupe. De l'avis général, la formation présente sur ces deux albums reste la meilleure qu'ait jamais eue Gong et les différentes reformations du groupe dans les années 1990 et 2000 tendront à renouer avec l'esprit de cette période.
Dans la version CD, on retrouve une pièce bonus : « Ooby-Scooby Doomsday or The D-day DJ's Got the D.D.T. Blues », qui était parue sur le vinyle de Live Etc., mais qui est un titre studio de l'époque de Angel's Egg.

## Titres
1. Other Side of the Sky (Allen/Blake) 7:40
2. Sold to the Highest Buddha (Allen/Howlett) 4:25
3. Castle in the Clouds (Hillage) 1:09
4. Prostitute Poem (Hillage/Smyth) 4:52
5. Givin My Luv to You (Allen) :43
6. Selene (Allen) 3:38
7. Flute Salad (Malherbe) 2:09
8. Oily Way (Allen/Malherbe) 3:37
9. Outer Temple (Blake/Hillage) 1:09
10. Inner Temple (Allen/Malherbe) 2:54
11. Percolations (Moerlen) 0:46
12. Love Is How Y Make It (Allen/Moerlen) 3:27
13. I Never Glid Before (Hillage) 5:36
14. Eat That Phone Book Coda (Malherbe) 3:12
15. Ooby-Scooby Doomsday or The D-day DJ's Got the D.D.T. Blues (bonus version CD)  5:09

## Crédits
- Daevid Allen : guitare, chant
- Steve Hillage : guitare, chant
- Mike Howlett : basse
- Gilli Smyth : chœurs
- Didier Malherbe : saxophones, flûte, chœurs
- Tim Blake : claviers, synthétiseurs
- Pierre Moerlen : batterie, percussions
- Mireille Bauer : percussions

## Production
- Production : Gong
- Producteur : Giorgio Gomelsky